# ジョージ・ゴッシェン (初代ゴッシェン子爵)
初代ゴッシェン子爵ジョージ・ジョアキム・ゴッシェン（ゴーシェン、英語: George Joachim Goschen, 1st Viscount Goschen, PC, DL、1831年8月10日 - 1907年2月7日）は、イギリスの政治家、貴族。自由党、自由統一党、保守党の各政党を渡り歩いた。

## 経歴
1831年8月10日、貿易商ウィリアム・ヘンリー・ゴッシェンとその妻ヘンリエッタの長男としてシティ・オブ・ロンドンに生まれる。
ラグビー校を経てオックスフォード大学オリオル・カレッジへ進学。1857年から1865年にかけて父の会社「フリューリング・アンド・ゴッシェン」で共同経営者を務めつつ、1858年から1865年にかけてはイングランド銀行頭取にも就任した。
1863年に行われたシティ・オブ・ロンドン選挙区の補欠選挙に当選し、自由党所属の庶民院議員となり、1880年までこの選挙区から選出され続ける。第二次ラッセル伯爵内閣では商務庁副長官（在職1865年-1866年）、ついでランカスター公領大臣（在職1866年）を務める。第一次グラッドストン内閣では、救貧法委員会委員長（在職1868年-1871年）、ついで海軍大臣（在職1871年-1874年）を務めた。
自由党が野党期の1875年11月に保守党政権首相ベンジャミン・ディズレーリがライオネル・ド・ロスチャイルドから多額の手数料と利子の条件で400万ポンドを借りてエジプトのスエズ運河を買収した。これに対して自由党（特にグラッドストン）は1876年2月の庶民院において手数料が巨額すぎると批判したが、ゴッシェンはこの件では自党に与さず、ハーティントン侯爵とともにディズレーリの措置を支持した。さらに1876年秋には外債保有者協会（Association of the Foreign Bondholders）から要請されて、イギリスのエジプト外債保有者の利益をより尊重させるため、エジプトへ赴いている。
1880年の解散総選挙ではリポン選挙区に転じて当選を果たした。1885年の解散総選挙では、エディンバラ・イースト選挙区から当選した。
1885年、第3代ソールズベリー侯爵を首相とする第一次ソールズベリー侯爵内閣が成立した。この時期、アイルランドに自治権を与えるかどうかが政局であり、自由党党首ウィリアム・グラッドストンが自治権付与に共感を示す一方、ソールズベリー侯爵ら保守党は反対の立場を取っていた。ゴッシェン自身は自由党に属しながら、アイルランドへの自治権付与には反対していた。
翌年1月、ソールズベリー侯爵内閣は庶民院での審議に敗れて総辞職した。アイルランド自治権付与に反対する女王ヴィクトリアはグラッドストンを後任とすることを嫌がり、閣僚職を歴任していた自治反対派のゴッシェンから意見を聴こうと参内を求めた。これは傍から見れば、『女王がゴッシェンに組閣を求めている』と取られかねない行為であり、女王秘書官サー・ヘンリー・ポンソンビーは強く反対した。ゴッシェンも弁えており、女王からの再三の参内要請にも応じなかった。
1886年2月に成立した第三次グラッドストン内閣では、アイルランド自治法案をめぐって自由党が分裂したが、ゴッシェンはアイルランド自治に反対する自由統一党に加わり、自由党を離党した。同年7月、第三次グラッドストン内閣はアイルランド自治法案に失敗して総辞職に追い込まれ、代わって保守党政権の第二次ソールズベリー侯爵内閣が成立したが、ゴッシェンら自由統一党は同内閣に閣外協力の立場をとった。

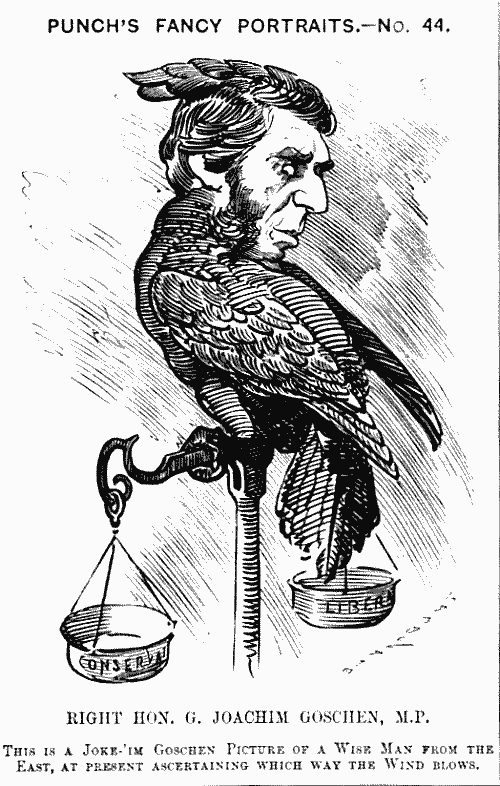
パンチ誌に描かれた風刺画。風見鶏（ゴッシェン）が自由・保守両党を天秤にかけている。

同年末、財務大臣ランドルフ・チャーチル卿が首相ソールズベリー侯爵と対立を深めて解任され、ゴッシェンがその後任となった。自由統一党は閣外協力を方針としていたため、彼はこれを機に保守党へ移籍している。第二次ソールズベリー侯爵内閣が倒れる1892年8月まで財務大臣に在職した。
その間の1887年にはセントジョージズ・ハノーヴァー・スクウェア選挙区の補欠選挙で当選を果たす。
1895年6月の第三次ソールズベリー侯爵内閣では再び海軍大臣に就任し、1900年11月まで務めた。退任間もない12月にゴッシェン子爵に叙せられ、貴族院へ移籍した。
1903年から1907年にかけてはオックスフォード大学学長を務めた。
1907年2月7日にケント州ホークハーストの自宅で死去した。

## 栄典

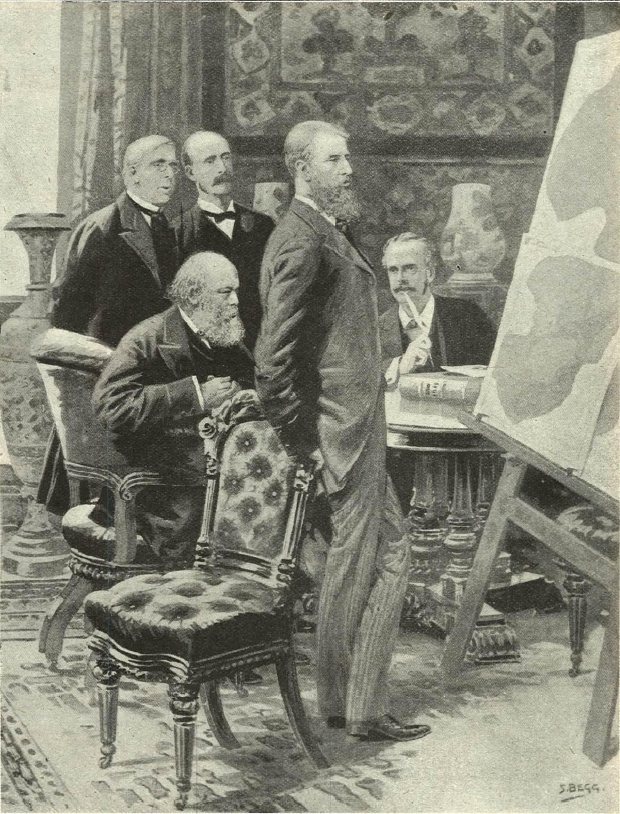
第三次ソールズベリー侯爵内閣の防衛委員会の会合を描いた絵。左から財相ゴッシェン、首相ソールズベリー侯爵、外相ランズダウン侯爵、枢密院議長デヴォンシャー公爵、庶民院院内総務アーサー・バルフォア

### 爵位
- 1900年12月18日、初代ゴッシェン子爵（連合王国貴族爵位）[3]

### その他
- 1865年、枢密顧問官（PC）[3]
- 1881年、民事法学博士号（DCL）（オックスフォード大学オリオル・カレッジ学位）[3]
- 1887年、名誉法学博士号（LLD）（アバディーン大学名誉学位）[3]
- 1888年、名誉法学博士号（LLD）（ケンブリッジ大学名誉学位）[3][4]
- 1890年、名誉法学博士号（LLD）（エディンバラ大学名誉学位）[3][4]
- ケント州副統監（DL）[3]

## 家族
1857年にルーシー・ダレーと結婚し、彼女との間に以下の6子を儲ける。
- 第1子（長女）ルーシー・モード・ゴッシェン閣下（1858年 - 1909年）：1889年にアレクシス・チャールズ・バーク・ロッシュと結婚。
- 第2子（長男）第2代ゴッシェン子爵ジョージ・ジョアキム・ゴッシェン（英語版）（1866年 - 1952年）
- 第3子（次女）アリス・ゴッシェン閣下（1868年 - 1941年）：尊者エドワード・ハードキャッスルと結婚。
- 第4子（次男）サー・ウィリアム・ヘンリー・ゴッシェン閣下（1870年 - 1943年）：第3代ゴッシェン子爵ジョン・ゴッシェン（英語版）の父
- 第5子（三女）ベアトリス・メアリー・ゴッシェン閣下（1872年 - 1956年）：結婚せず
- 第6子（四女）ファニー・イヴェリン・ゴッシェン閣下（1875年 - 1961年）：結婚せず